# 蒙米雷城
蒙米雷城（法語：Montmirey-la-Ville，法語發音：[mɔ̃miʁɛ la vil]）是法国汝拉省的一个市镇，位于该省北部，属于多勒区。

## 地理
蒙米雷城（47°13'1"N, 5°31'12"E）面积3.93 平方千米，位于法国勃艮第-弗朗什-孔泰大區汝拉省，该省份为法国东部内陆省份，北起上索恩省，西北接科多尔省，西临索恩-卢瓦尔省，南至安省，东与杜省和瑞士接壤。
与蒙米雷城接壤的市镇（或旧市镇、城区）包括：潘特尔、穆瓦塞、弗拉讷莱默利耶尔、蒙米雷堡。
蒙米雷城的时区为UTC+01:00、UTC+02:00（夏令时）。

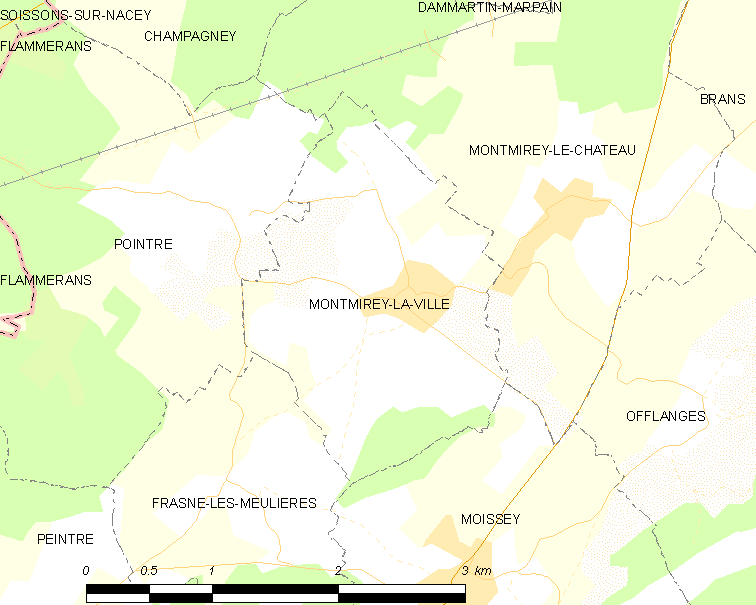
蒙米雷城的OSM定位图

## 行政
蒙米雷城的邮政编码为39290，INSEE市镇编码为39360。

## 政治
蒙米雷城所属的省级选区为欧蒂姆县。

## 人口

1962-2008年间蒙米雷城人口变化图示

蒙米雷城于2022年1月1日时的人口数量为170人。